# Leo Löwenthal
Leo Löwenthal (Francoforte sul Meno, 3 novembre 1900 – Berkeley, 23 gennaio 1993) è stato un sociologo e filosofo tedesco naturalizzato statunitense, esponente della Scuola di Francoforte.

## Biografia

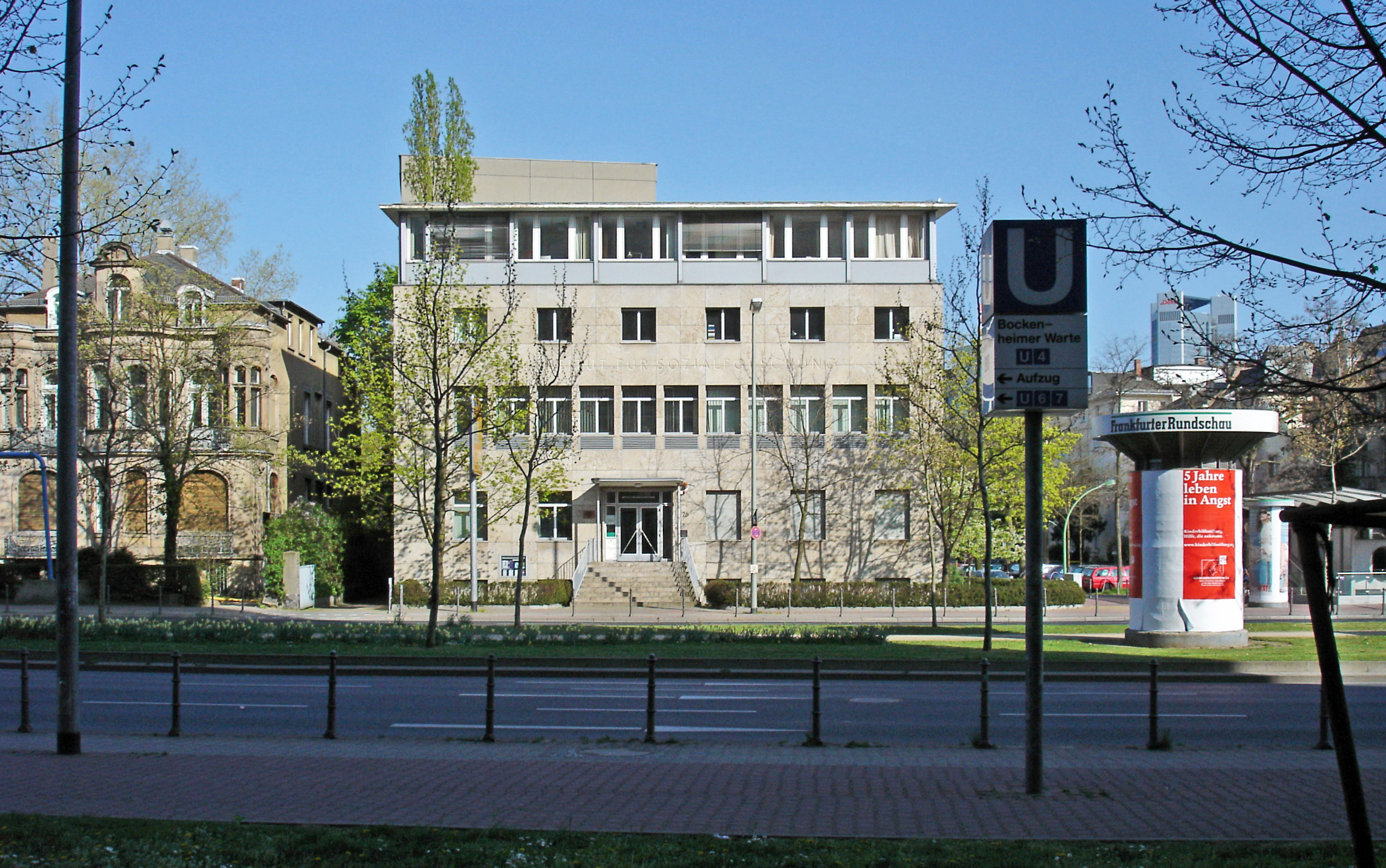
Francoforte: la sede dell'Istituto di ricerche sociali

Nato nel 1900 a Francoforte sul Meno nell'Assia, dopo essersi laureato in filosofia all'Università di Francoforte nel 1923, nel 1926 Leo Löwenthal entrò nell'Istituto di ricerche sociali , (Institut für Sozialforschung), Istituto affiliato all'Universita all'interno del quale si formò il nucleo che diede vita alla cosiddetta Scuola di Francoforte.  Qui ebbe modo di conoscere intellettuali destinati a raggiungere notevole prestigio come i filosofi Horkheimer, Marcuse ed Adorno.
Dopo l'avvento del nazismo e la conquista del cancellierato di Hitler, Löwenthal lasciò la 
Germania nel 1933, trasferendosi prima a Ginevra dove l'Istituto si era spostato, per poi emigrare negli Stati Uniti ove insegnò alla Columbia University fino al 1956 e poi, fino al 1971, alla Berkeley University.
I suoi interessi prevalenti di studioso furono rivolti alla sociologia della letteratura. Tra gli autori oggetto delle sue analisi troviamo alcuni dei maggiori scrittori europei: Goethe, Ibsen, Cervantes, Lope de Vega, Shakespeare, Corneille e Molière.
Di origine ebraica, si avvicinò per un certo periodo al sionismo ed analizzò i metodi propagandistici dell'antisemitismo e la sua diffusione nella società.
Morì nel 1993 a Berkeley, in California, a novantadue anni.

## Opere principali
- Prophets of deceit, A study of the techniques of the American agitator, con Norbert Guterman, New York, Harper, 1949.
- Literature and the image of man. Sociological studies of the european drama and novel, 1600-1900, Boston, Beacon, 1957.
- Literature, popular culture and society, Englewood Cliffs, N.J., Prentice-Hall, 1961.
- Culture and social character. The work of David Riesman reviewed, con Seymour Martin Lipset, New York, Free press of Glencoe, 1961.
- Literatur und Gesellschaft. Das Buch in der Massenkultur, Neuwied am Rhein, Luchterhand, 1964.
- Erzählkunst und Gesellschaft. Die Gesellschaftsproblematik in der deutschen Literatur des 19. Jahrhunderts, Darmstadt, Luchterhand, 1971.
- Mitmachen wollte ich nie. Ein autobiographisches Gesprach mit Helmut Dubiel, Frankfurt am Main, Suhrkamp, 1980.
- Schriften. Leo Löwenthal; herausgegeben von Helmut Dubiel, 5 voll., Frankfurt am Main, Suhrkamp, 1980-1987. Comprende:

1. Literatur und Massenkultur, 1980;
2. Das Burgerliche Bewusstsein in der Literatur, 1981;
3. Falsche Propheten. Studien zum Autoritarismus, 1982;
4. Judaica, Vortrage, Briefe, 1984;
5. Philosophische Fruhschriften, 1987.

### Opere tradotte in italiano
- Letteratura, cultura popolare e società, Napoli, Liguori, 1977.
- Per una teoria critica della letteratura : due saggi, Palermo, S. F. Flaccovio, 1989.
- L'integrità degli intellettuali. La cultura di massa e la Scuola di Francoforte, a cura di Carlo Bordoni, Chieti, Solfanelli, 1991.
- I roghi dei libri. L'eredità di Calibano, Genova, Il melangolo, 1991.[2]
- A margine. Teoria critica e sociologia della letteratura, a cura di Carlo Bordoni, Chieti, Solfanelli, 2009.